# 6141 Дурда
6141 Дурда (6141 Durda), (попереднє позначення 1992 YC3) — кам'яний астероїд з угорської родини, класифікований як повільний ротатор і перетинач орбіти Марса з внутрішньої області поясу астероїдів, діаметром приблизно 3,2 кілометра. Був відкритий 26 грудня 1992 року проектом Spacewatch у Національній обсерваторії Кітт-Пік (Аризона, США).

## Класифікація та орбіта
Цей астероїд, що перетинає орбіту Марса та імовірний астероїд типу E. Є частиною «сім'ї Угорщини». Він обертається навколо Сонця у внутрішньому головному поясі на відстані 1,6–2,1 астрономічні одиниці з частотою 2 роки і 5 місяців (895 днів). Його орбіта має ексцентриситет 0,14 і нахил 16 ° відносно екліптики. 22 вересня 2154 року він пройде на відстані 0,0088 а. о. (1 320 000 км) від Марса. Дурда був вперше ідентифікований як 1983 AZ2 в обсерваторії Карла Шварцшильда у 1983 році, що розширяє дугу спостереження тіла на 9 років раніше його офіційного відкриття на Кітт-Пік.

## Крива світла
У жовтні 2009 року під час фотометричних спостережень Брайана Уорнера на станції Palmer Divide в Колорадо була отримана обертальна крива освітленості. Аналіз кривої освітленості дав період обертання 460±5 годин із зміною яскравості 0,50 величини (U=2+). Дурда входить до 100 найвідоміших повільних ротаторів.

## Діаметр
На основі перетворення величини в діаметр, загальний діаметр астероїда становить від 3 до 7 кілометра для абсолютної величини 14,4, і передбачається, що його альбедо знаходиться в діапазоні від 0,05 до 0,25. Так як астероїди в внутрішньому основному поясі, як правило мають кам'янистий, а не вуглецевий склад, з альбедо вище 0,20, діаметр "Дурди" можна оцінити приблизно в 4 км, оскільки, чим вище його альбедо (коефіцієнт відбиття), тим менше діаметр тіла. Collaborative Asteroid Lightcurve Link оцінює альбедо у 0,30 – компромісне значення між 0,4 і 0,2, що відповідає астероїдам "угорської родини" і його орбітальної групи. Відповідно визначає діаметр астероїда у 3,20 кілометрів.

## Назва
Ця мала планета була названа на честь американського вченого-планетолога Деніеля Д. Дурди, який досліджує генерацію, еволюцію, розподіл розмірів і фрагментацію малих планет, що призводить до утворення супутників малих планет. Особливо його зацікавила (243) Іда I Дактиль, коли він був членом команди місії «Галілей». Даніель Дурда також пілот і художник. У 2015 році нагороджений медаллю Карла Сагана за «передачу дива планетарної науки за допомогою візуального мистецтва». Схвалена цитата з найменування була опублікована Центром малих планет 8 серпня 1998 року (M.P.C. 32345).

## Зовнішні посилання
- Медаль Карла Сагана за відмінні досягнення в публічній комунікації в планетарній науці [Архівовано 2 жовтня 2018 у Wayback Machine.]
- Ділянка кривої світла 6141 Durda [Архівовано 22 березня 2017 у Wayback Machine.], Palmer Divide Observatory, BD Warner (2009)
- База даних кривих світла астероїдів (LCDB) [Архівовано 10 грудня 2017 у Wayback Machine.], форма запиту ( інформація [Архівовано 16 грудня 2017 у Wayback Machine.] Archived   )
- Словник назв малих планет, книги Google
- Криві обертання астероїдів і комет, CdR [Архівовано 29 липня 2016 у Wayback Machine.] – Женевська обсерваторія, Рауль Беренд
- Обставини відкриття: пронумеровані малі планети (5001)-(10000) [Архівовано 5 травня 2021 у Wayback Machine.] – центр малих планет